# Gouvernement Schuman I
Quatrième République
Paul Ramadier II André Marie
Le premier gouvernement Robert Schuman est le gouvernement de la France du 24 novembre 1947 au 19 juillet 1948, et le troisième de la présidence de Vincent Auriol (1947-1954).

## Chronologie

### 1947
- 19 novembre : Chute du second gouvernement Paul Ramadier.
- 24 novembre : Début du gouvernement Robert Schuman. C'est un gouvernement de «Troisième Force» regroupant la SFIO (socialistes), le MRP (démocrates-chrétiens) et les radicaux.
- En novembre et décembre :  grèves insurrectionnelles dans toute la France.

### 1948
- 25 janvier : Dévaluation du franc français et blocage des billets.
- En avril, nouvelle vague de grèves.
- 19 juillet : Chute du gouvernement Robert Schuman.
- 26 juillet : Début du gouvernement André Marie, jusqu'au 28 août.

## Féminisation du gouvernement
Le gouvernement compte une femme ministre, en la personne de Germaine Poinso-Chapuis, ministre de la Santé publique et de la Population, première personnalité féminine à détenir un ministère de plein exercice.

## Composition

### Président du Conseil
| Image | Fonction             |  | Nom            | Parti |
| ----- | -------------------- |  | -------------- | ----- |
|       | Président du Conseil |  | Robert Schuman | MRP   |

### Ministres
| Image | Fonction                                               |  | Nom                                               | Parti |
| ----- | ------------------------------------------------------ |  | ------------------------------------------------- | ----- |
|       | Garde des Sceaux, ministre de la Justice               |  | André Marie                                       | RAD   |
|       | Ministre des Affaires étrangères                       |  | Georges Bidault                                   | MRP   |
|       | Ministre de l'Intérieur                                |  | Jules Moch                                        | SFIO  |
|       | Ministre des Forces armées                             |  | Pierre-Henri Teitgen                              | MRP   |
|       | Ministre de la France d'Outre-mer                      |  | Paul Coste-Floret                                 | MRP   |
|       | Ministre des Finances et des Affaires économiques      |  | René Mayer                                        | RAD   |
|       | Ministre de l'Éducation nationale                      |  | Marcel-Edmond Naegelen (jusqu'au 28 janvier 1948) | SFIO  |
|       | Ministre de l'Éducation nationale                      |  | Édouard Depreux (à partir du 12 février 1948)     | SFIO  |
|       | Ministre des Travaux publics et des Transports         |  | Christian Pineau                                  | SFIO  |
|       | Ministre de l'Agriculture                              |  | Pierre Pflimlin                                   | MRP   |
|       | Ministre du Commerce et de l'Industrie                 |  | Robert Lacoste                                    | SFIO  |
|       | Ministre du Travail et de la Sécurité sociale          |  | Daniel Mayer                                      | SFIO  |
|       | Ministre des Anciens combattants et Victimes de guerre |  | François Mitterrand                               | UDSR  |
|       | Ministre de la Santé publique et de la Population      |  | Germaine Poinso-Chapuis                           | MRP   |
|       | Ministre de la Reconstruction et de l'Urbanisme        |  | René Coty                                         | DVD   |

### Secrétaires d'État
| Image | Fonction                                                                         |  | Nom                                                     | Parti |
| ----- | -------------------------------------------------------------------------------- |  | ------------------------------------------------------- | ----- |
|       | Secrétaire d'État à la Présidence du Conseil                                     |  | Pierre Abelin                                           | MRP   |
|       | Secrétaire d'État à la Présidence du Conseil chargé des Affaires musulmanes      |  | Jacques Augarde                                         | MRP   |
|       | Secrétaire d'État chargé des PTT                                                 |  | Eugène Thomas                                           | SFIO  |
|       | Secrétaire d'État chargé des Affaires allemandes et autrichiennes                |  | Pierre Schneiter                                        | MRP   |
|       | Secrétaire d'État à la Guerre                                                    |  | Paul Béchard (jusqu'au 28 janvier 1948)                 | SFIO  |
|       | Secrétaire d'État à la Guerre                                                    |  | Max Lejeune (à partir du 12 février 1948)               | SFIO  |
|       | Secrétaire d'État à la Marine                                                    |  | Joannès Dupraz                                          | MRP   |
|       | Secrétaire d'État à la Air                                                       |  | André Maroselli                                         | RAD   |
|       | Secrétaire d'État chargé de la Fonction publique et des Réformes administratives |  | Jean Biondi (à partir du 26 novembre 1947)              | SFIO  |
|       | Secrétaire d'État au Budget                                                      |  | Maurice Bourgès-Maunoury (à partir du 26 novembre 1947) | RAD   |
|       | Secrétaire d'État aux Affaires économiques                                       |  | Félix Gaillard (à partir du 26 novembre 1947)           | RAD   |
|       | Secrétaire d'État à l'Industrie et au Commerce                                   |  | Jean Moreau (à partir du 26 novembre 1947)              | AD    |
|       | Secrétaire d'État à l'Agriculture                                                |  | Yvon Coudé du Foresto (à partir du 26 novembre 1947)    | MRP   |
|       | Secrétaire d'État à l'Enseignement technique                                     |  | André Morice (à partir du 26 novembre 1947)             | RAD   |

## Nominations du 26 novembre 1947
- Secrétaire d’État chargé de la Fonction publique et de la Réforme administrative : Jean Biondi (SFIO)
- Secrétaire d’État au Budget : Maurice Bourgès-Maunoury (PRRRS)
- Sous-secrétaire d’État aux Affaires économiques : Félix Gaillard (PRRRS)
- Sous-secrétaire d’État à l’Industrie et au Commerce : Jean Moreau (DVD)
- Sous-secrétaire d’État à l’Agriculture : Yvon Coudé du Foresto (RI)
- Sous-secrétaire d’État à l’Enseignement technique : André Morice (PRRRS)

## Remaniement du 28 janvier 1948
- Cessation des fonctions de Paul Béchard, secrétaire d’État à la Guerre

## Remaniements du 12 février 1948
- Ministre de l’Éducation nationale : Édouard Depreux (SFIO)
- Secrétaire d’État à la Guerre : Max Lejeune (SFIO)